# La Morte Bianca - Tarantata dell'Italsider
La morte bianca (Tarantata dell'italsider) è un album discografico di  Antonio Infantino e il Gruppo di Tricarico, pubblicato nel 1976.

## Descrizione
Il disco contiene cinque brani nel lato A c'è una suite con il titolo omonimo dell'album La morte bianca (Tarantata dell'italsider). Il tema è una denuncia relativa alle condizioni di lavoro e alle morti bianche presso l'Italsider di Taranto. 
Infantino descrisse così il brano:
Nel lato B ci sono quattro brani con tematiche che spaziano tra emigrazione (con un particolare riferimento alla Basilicata), povertà, brigantaggio e folclore, da cui spicca "La gatta mammona", uno dei brani più noti di Infantino che sarà reintrepretato da diversi artisti.  
La copertina del disco è opera del pittore Pablo Echaurren.

## Tracce
Lato A
Testi e musiche di Antonio Infantino e E. Moscati.
1. La morte bianca (Tarantata dell'italsider)

Lato B
1. La gatta mammona
2. Piazza del sud
3. Vengo da Gerusalemme (la morra)
4. America, riso e fagioli

## Musicisti
- Antonio Infantino
- Agostino Cortese
- Antonio Grassi
- Antonio Guastamacchia
- Franco Ferri - surdo e voce
- Giancarlo Infantino
- Marcello Semisa - percussioni
- Pasquale Carelli,
- Pietro Campisani,
- Pinuccio Salierno,
- Raffaele Gioioso,
- Rocco Paradiso - cupa cupa e voce
- Mino Vismara Violino